# Ali Hisny
Ali Hisny Faisal (arab. علي حصني فيصل; ur. 10 stycznia 1994 w Basrze) – iracki piłkarz grający na pozycji lewego pomocnika. Od 2018 jest zawodnikiem klubu Al-Quwa Al-Jawiya.

## Kariera piłkarska
Swoją karierę piłkarską Hisny rozpoczął w klubie Al-Mina'a SC, w którym w 2012 roku zadebiutował w pierwszej lidze irackiej. Wiosną 2017 grał w kuwejckim klubie Al-Arabi Kuwejt. W sezonie 2017/2018 ponownie występował w Al-Mina'a SC. W 2018 przeszedł do Al-Quwa Al-Jawiya.

## Kariera reprezentacyjna
W reprezentacji Iraku Hisny zadebiutował 21 lutego 2014 w wygranym 2:0 towarzyskim meczu z Koreą Północną. W 2015 roku zajął z Irakiem 4. miejsce w Pucharze Azji 2015. W 2016 roku został powołany do kadry na Igrzyska Olimpijskie w Rio de Janeiro, a w 2019 na Puchar Azji 2019.